# O Romance do Pavão Misterioso
O Romance do Pavão Misterioso ou apenas O Pavão Misterioso é um romance de cordel publicado em 1923. Embora a primeira publicação tenha sido de autoria de João Melchíades Ferreira da Silva, contudo, pesquisadores afirmam que o criador é José Camelo de Melo Rezende, que posteriormente publicou sua versão, o folheto conta a história do romance entre o jovem Evangelista e a condessa Creusa. As origens da história, segundo o pesquisador Marco Haurélio remontam ao Pãncatantrahindu, no conto "O tecelão e o construtor de carruagens", onde se vislumbram motivos do cordel nordestino como a clausura da donzela na torre, a construção de um pássaro ou ave artificial e a visita do pretendente ao quarto/prisão. O pássaro de madeira, réplica da ave celestial Garuda, foi construída por seu amigo carpinteiro, que ainda forjou uma fantasia para o tecelão, à imitação do deus Visnu. Voando no pássaro, o rapaz alcança o sétimo pavilhão do castelo, onde a princesa está aprisionada. A história é classificada como The Prince's Wings (As asas do Príncipe), ATU 575, no Índice Aarne-Thompson-Uther. 

## Na cultura popular
- Uma adaptação em história em quadrinhos por Sérgio Lima foi publicada na década de 1960 pela Editora Prelúdio, a adaptação foi republicada em 2010 pela Luzeiro, sucessora da Prelúdio,[3] em parceria com a editora Tupynanquim do quadrinista e cordelista Klévisson Viana, que refez a paginação e incluiu balões de diálogo,[4] a HQ foi reddescoberta pelo pesquisador Marco Haurélio.[5]
- O cantor e compositor Ednardo compôs Pavão Mysteriozo e lançou em 1974 no O Romance do Pavão Mysteriozo, a canção fez parte da trilha sonora da telenovela "Saramandaia" de Dias Gomes, lançada em 1976 pela Rede Globo.[6]
- Em 1986, o cordel teve uma peça de teatro escrita por Ronaldo Correia de Brito e Francisco Assis Lima, montada pela Companhia Praxis Dramática,[7] em 2017, ganhou uma montagem pelo grupo Namakaca [8]
- Em 2008, o cordelista Arievaldo Viana publicou uma própria versão infantojuvenil do cordel em parceria com o ilustrador Jô Oliveira.[1]